# 꿈꾸는어린이도서관
꿈꾸는어린이도서관은 서울특별시 강서구의 도서관이다.
- 2008년 4월 17일 개관